# ジェフリー・ウィリアムズ
ジェフリー・ウィリアムズ（Jeffrey Nels Williams、1958年1月18日-）は、アメリカ陸軍の軍人、アメリカ航空宇宙局の宇宙飛行士である。3度の宇宙飛行を経験した。

## 初期の人生と教育
ウィリアムズはウィスコンシン州ウィンターで成長し、ボーイスカウトに所属していた。陸軍士官学校で工学の学位を得て、アメリカ陸軍に従軍した。1987年から1992年にはジョンソン宇宙センターに配属され、テストパイロットの訓練を始めた。1996年、彼は宇宙飛行士の候補に選ばれ、2000年にミッションスペシャリスト、フライトエンジニアとしてSTS-101で初めて宇宙飛行を行った。

## NASAでのキャリア
彼は現在は、フライトエンジニアとして第21次長期滞在で国際宇宙ステーションに滞在している。第22次長期滞在が始まると、そのまま機長を務める予定である。彼は2009年9月30日にソユーズTMA-16で国際宇宙ステーションを訪れた。
ウィリアムズはソユーズTMA-8でも飛行士を務め、第12次長期滞在のウィリアム・マッカーサーと交代した。第13次長期滞在でもフライトエンジニアを務めて、2006年9月29日に地球に帰還した。
2006年8月24日、彼がNASAの公式記者会見のために録音したテープが偶然流れてしまった。これにより、当時「Crew Exploration Vehicle」と呼ばれていた、2010年以降のスペースシャトルの代替として開発が進められている宇宙船が、オリオン座にちなんでオリオンと名付けられる予定であることが暴露された。

### 宇宙からの初めての生のツイート
2009年10月21日、ISSに滞在中のウィリアムズと同僚のニコール・ストットは、ワシントンD.C.にあるNASA本部の人々とTwitterを用いて会話を行った。これは、宇宙飛行士からの初めての生のTwitterだった。それまで、スペースシャトルやISSに搭乗している宇宙飛行士はインターネットを介して管制塔経由でメッセージを送っていた。